# Динценхофер, Кристоф
Кристоф Динценхофер, также Кристоф Динценхофер Первый (нем. Christoph Dientzenhofer, чеш. Kryštof Dientzenhofer; 7 июля 1655, Санкт-Маргаретен, Бавария — 20 июня 1722, Прага) — немецкий архитектор южногерманского и чешского барокко, представитель знаменитой семьи мастеров-строителей Динценхоферов. Автор многих построек чешского барокко в Праге, в 1576—1618 годах столице Священной Римской империи династии Габсбургов, и других городах Западной и Южной Чехии.

## Биография
Кристоф родился недалеко от селения Бад-Файльнбах и был одним из пяти сыновей Георга Динценхофера Первого (Старшего, 1614—1673)) и Барбары, урождённой Таннер, семьи из Верхней Баварии. Остальные четыре брата также были строителями: Георг Второй (1643—1689), Вольфганг (1648—1706), Леонард (1660—1707) и Иоганн (1663—1726).
Кристоф Динценхофер выучился на каменщика и в 1677 году переехал в Богемию, где работал полировщиком. Много лет был помощником архитектора Авраама Лейтнера. Вместе с ним он работал на строительстве замка в Острове под Карловыми Варами и с 1691 года в цистерцианском монастыре в Вальдзассене.
В 1685 году он женился в Праге на Анне, вдове строителя Яна Иржи Айхбауэра, они жили на Малой Стране в доме, называемом домом Айхбауэра. В семье Кристофа Динценхофера было пятеро детей, родившихся между 1685 и 1695 годами: Катерина (*1685), Мартин (* 1687, позже принял религиозное имя Тобиаш), Килиан Игнац (* 1689), известный архитектор, Индржих (* 1692), Мария Анна (*1695) Его пасынок Ян Иржи Айхбауэр Младший также был строителем и архитектором.
В 1689 году Кристоф получил гражданство Праги и разрешение на ведение строительного дела. Одним из первых зданий, построенных по его собственному проекту, была капелла Святой Троицы при бывшей больнице в Тепле. Ряд других построек он реализовал в Западной Чехии.
Кристоф Динценхофер умер в 1722 году, и его мастерскую перенял его сын Килиан Игнац Динценхофер.

## Архитектурная практика
В своих проектах Кристоф Динценховер следовал стилю успешных валахских строителей, работавших в Богемии, таких как Лураг, Орси и Каратти. Однако более других он ценил итальянских мастеров Борромини и, особенно, Гварини.
Его здания характеризуются совершенным выполнением деталей, таких как капители или базы колонн. При строительстве храмов он впервые в Чехии использовал сложные сводчатые конструкции. Однако в документах Кристоф Динценхофер часто называется только строителем по проектам других архитекторов. Поэтому авторство многих построек является предметом дискуссий специалистов.
Тем не менее Кристофу часто приписывают группу зданий в стиле барокко, в число которых входят капелла Богоявления в Смиржице, церковь Св. Маргариты в Бржевновском монастыре, церковь Св. Клары в Хебе и барочный комплекс Скалка в Мнишеке под Брдами. Бесспорно, он работал строителем монастыря Бржевнов-Броумов, а также строителем крепостей в Хебе и Праге (1698—1701). Другие работы — восстановление Писецких ворот пражских укреплений на Бруске или дома «У золотой лилии» на Малой площади в Старом городе Праги. Среди последних построек 1719—1722 годов, — две церкви в Броумовском районе и фасад капеллы Лорето в Праге на Градчанах. Над последними проектами он сотрудничал со своим сыном Килианом Игнацем.

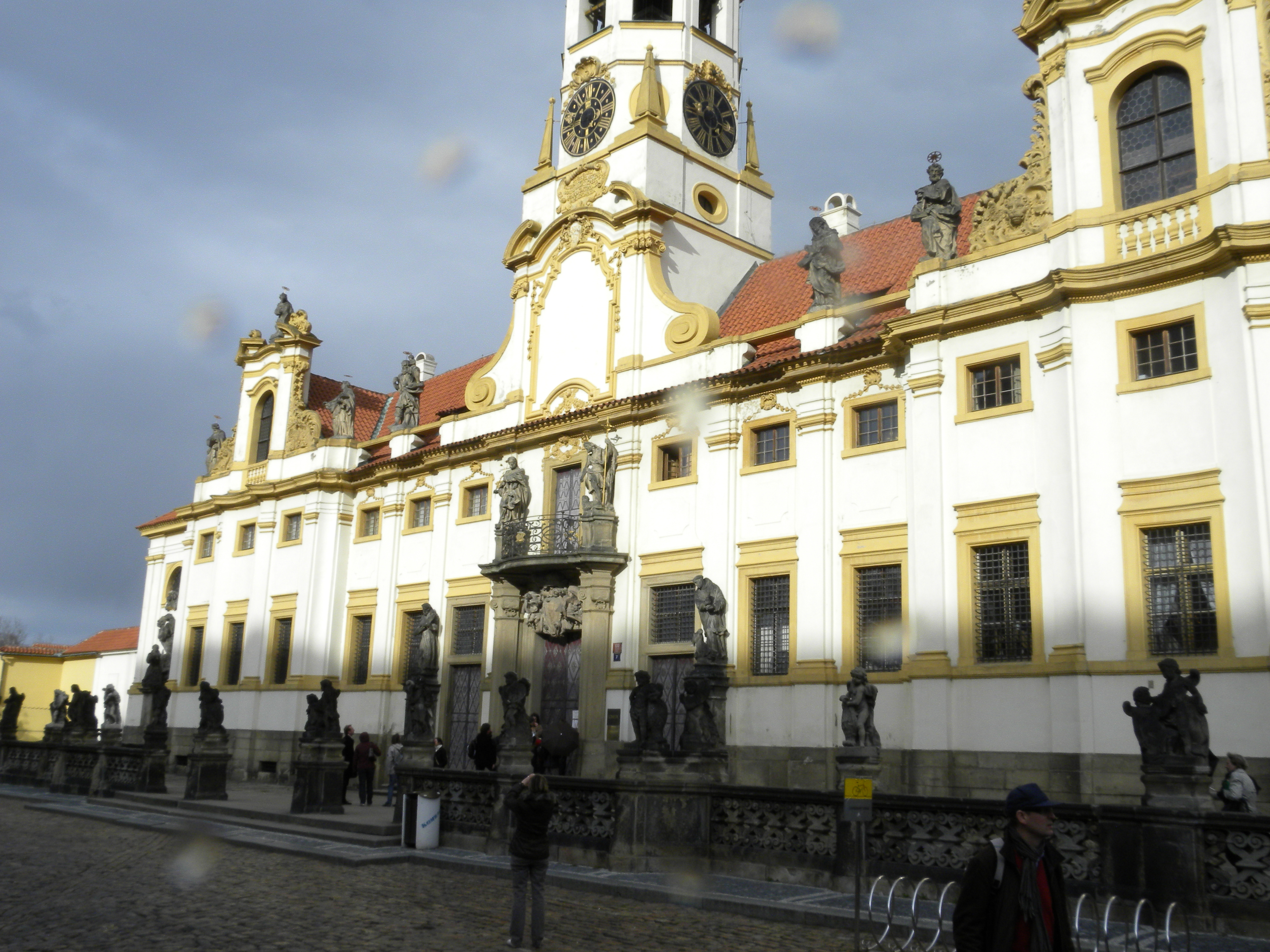
Монастырь Лорета в Праге. Главный фасад. 1626-1632, 1710-1725
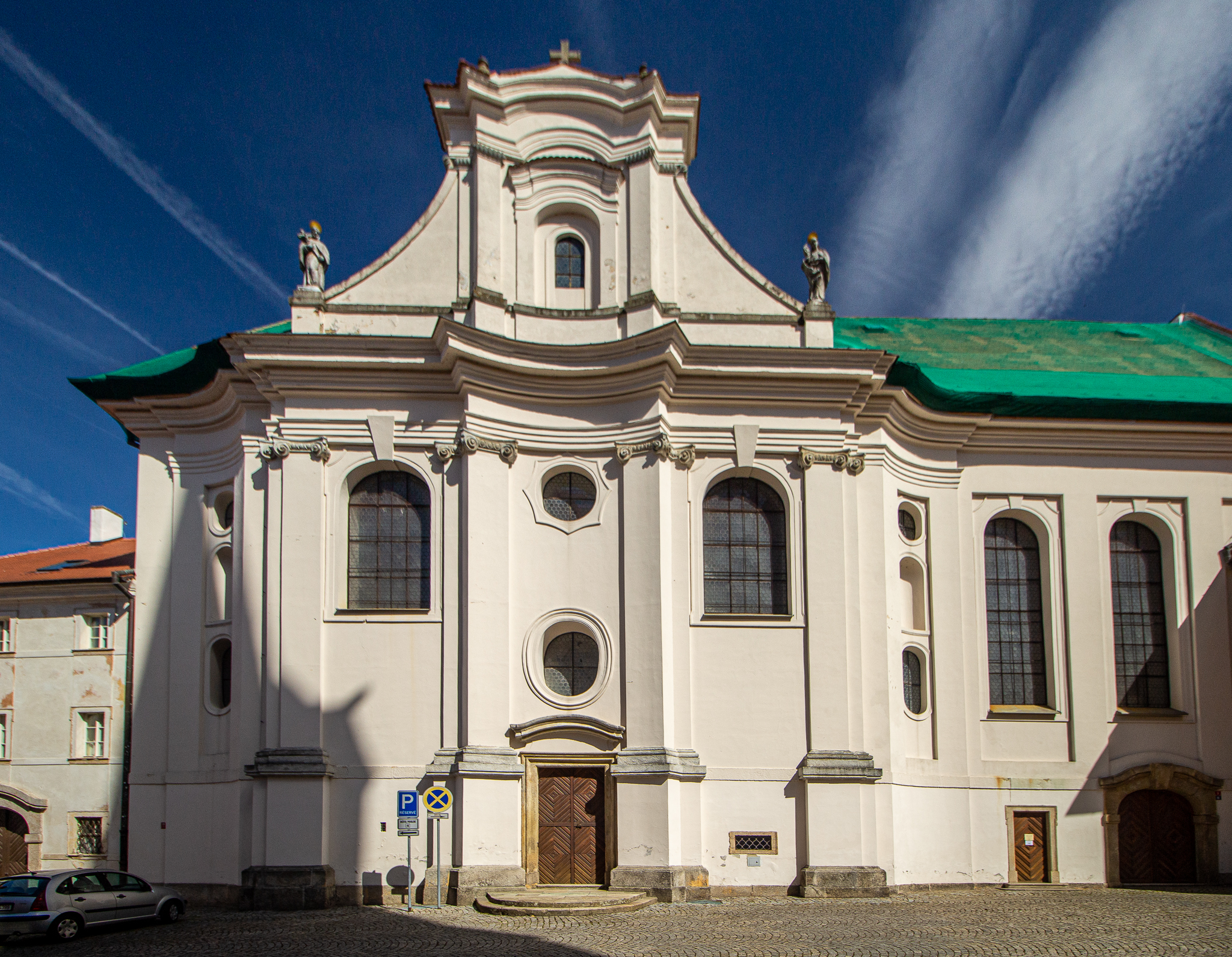
Костёл Святой Клары. Хеб. 1707-1711
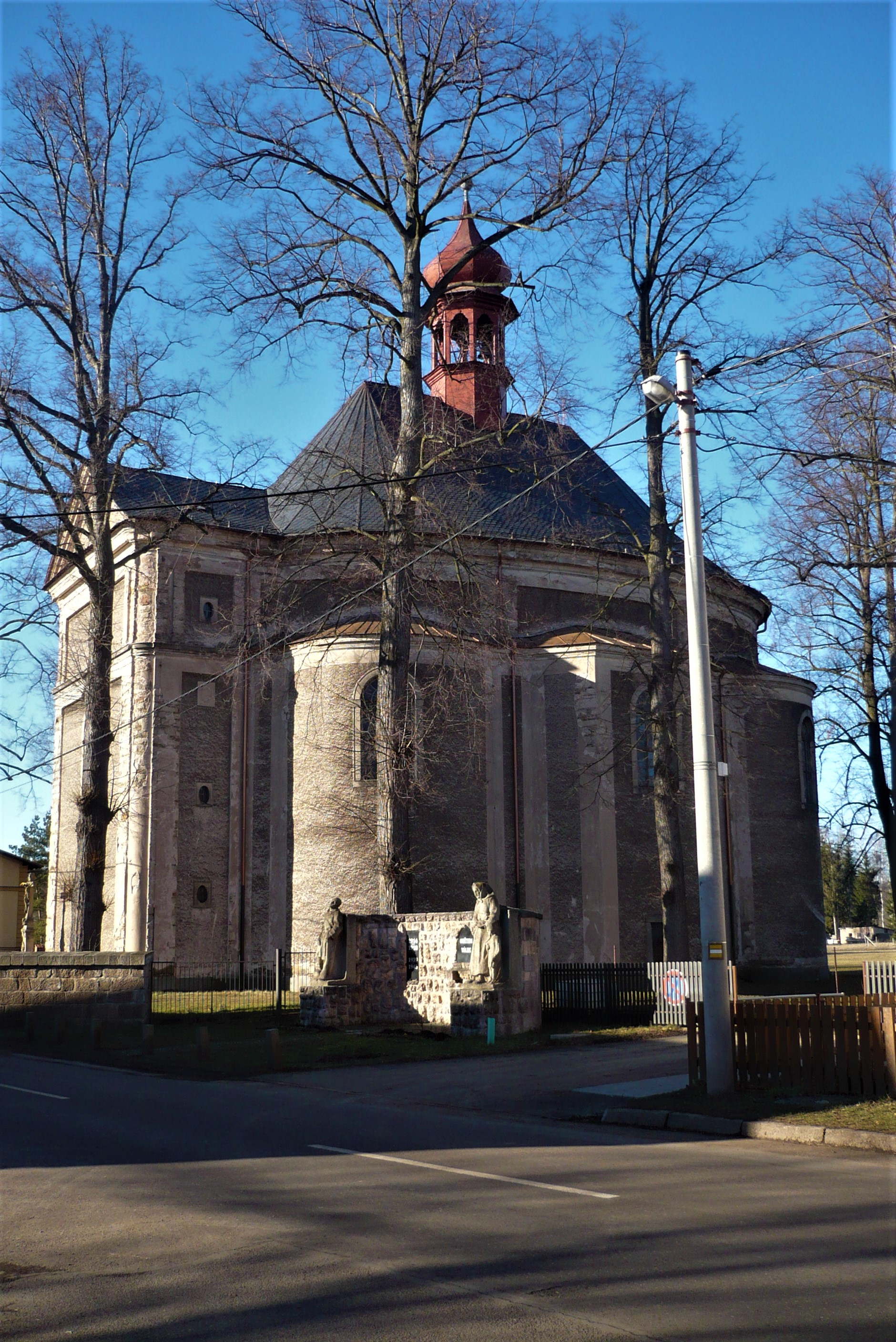
Церковь Святой Варвары. Отовице
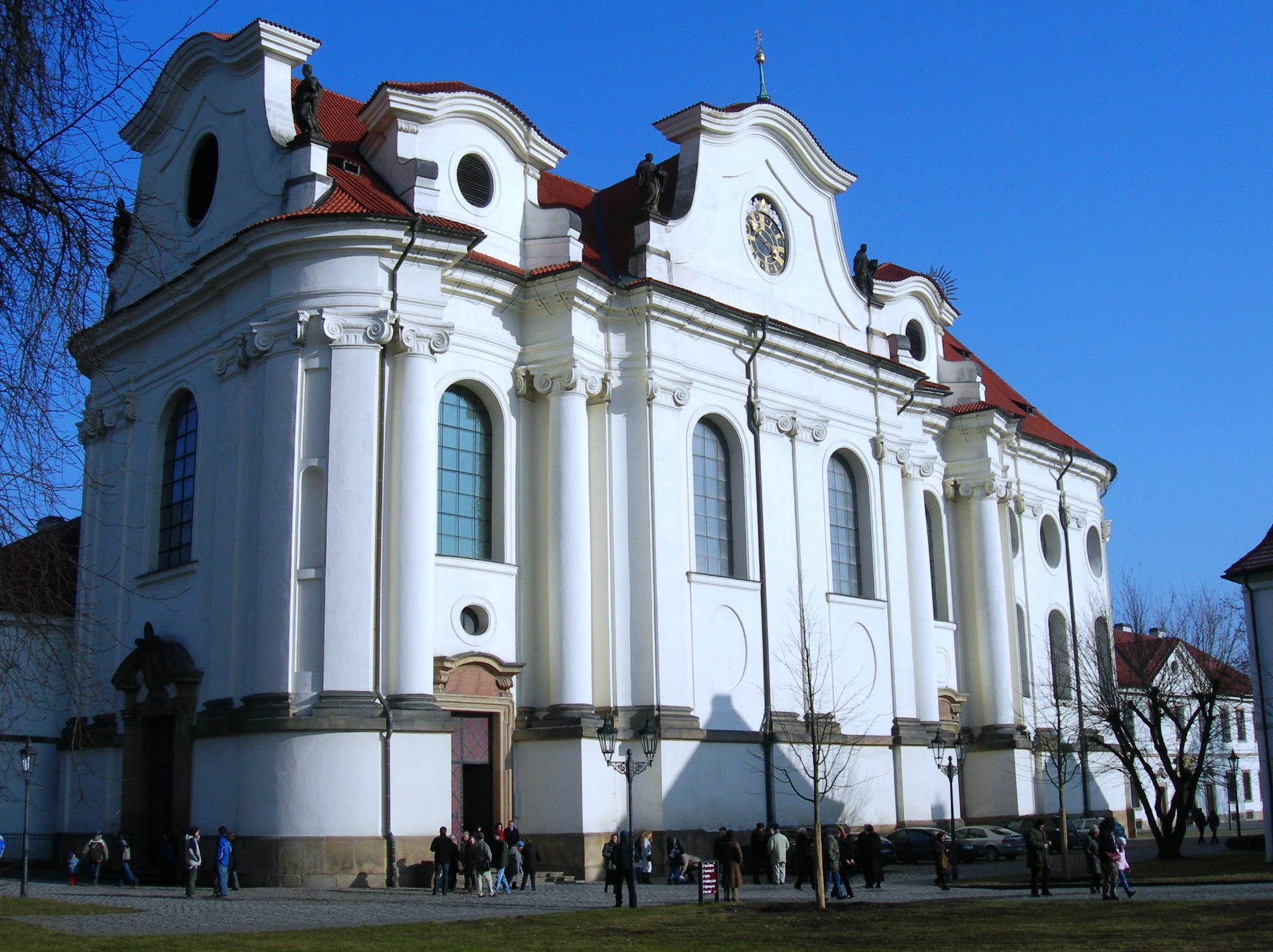
Костёл Святой Маргариты. Прага, Бревнов.1708
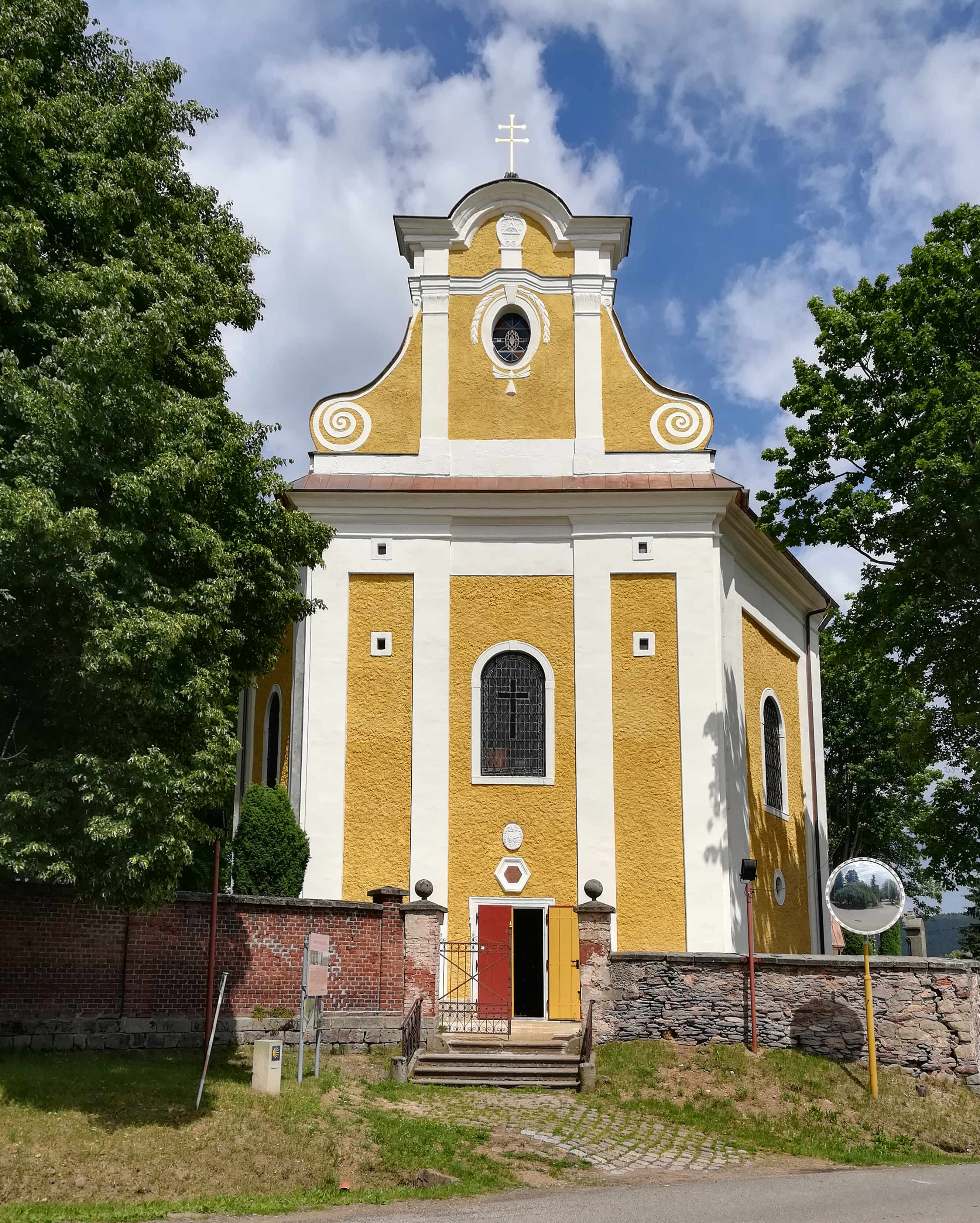
Церковь Святого Иакова Старшего. Рупрехтице
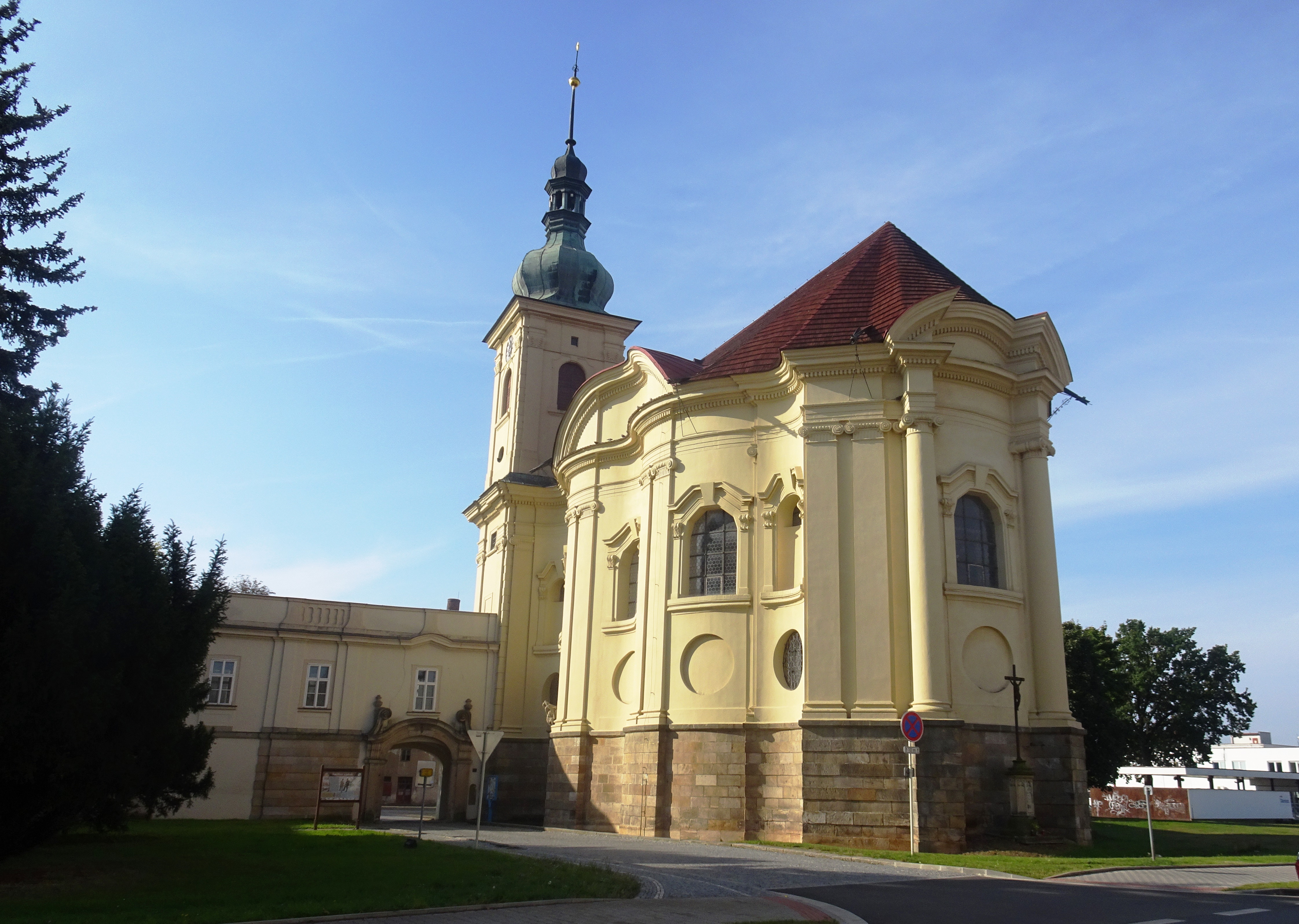
Капелла Эпифании (Богоявления). Смиржице. 1699
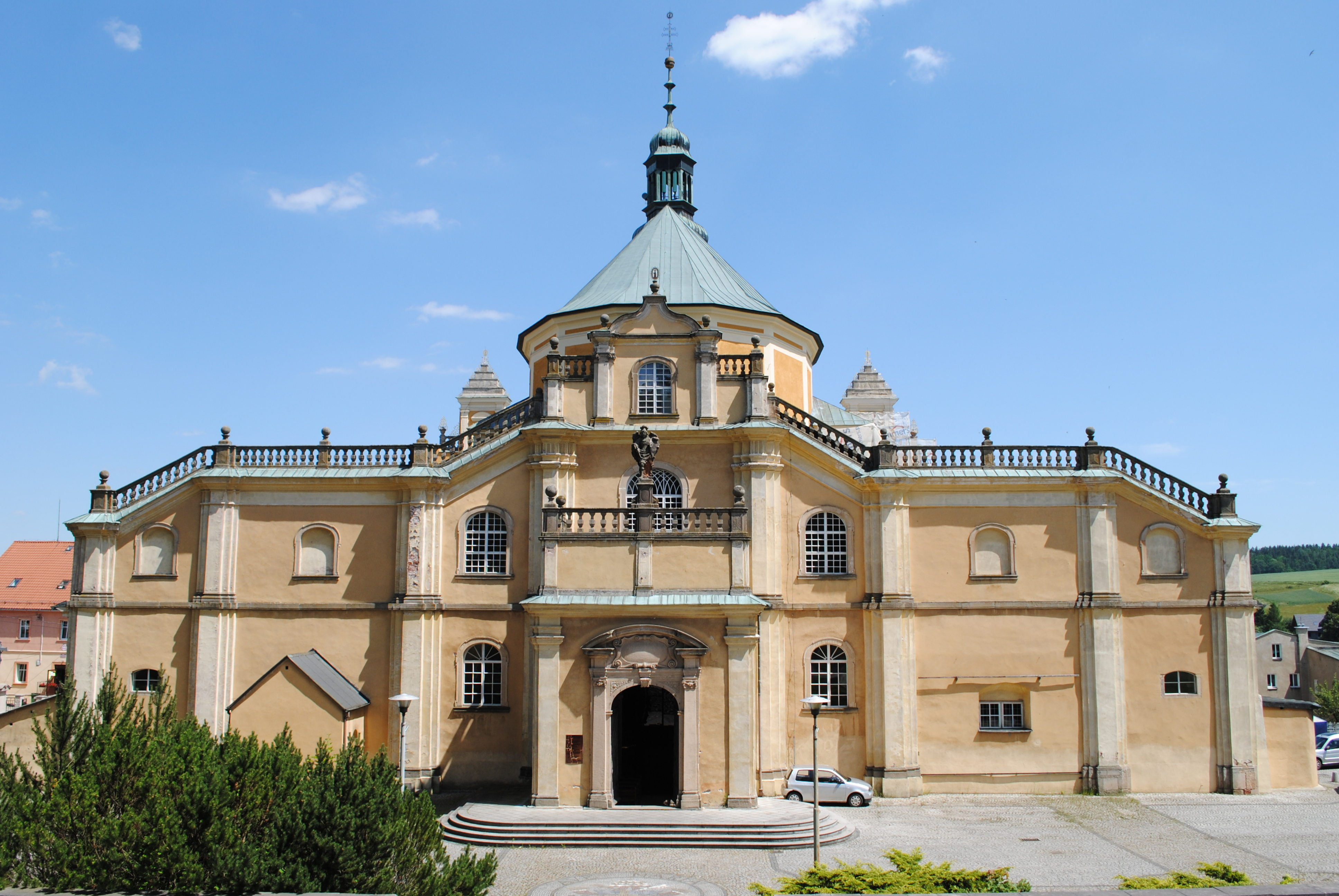
Базилика Встречи Марии и Елизаветы. Вамбиржице